# Mares de Desemparats i Sant Josep de la Muntanya
La Congregació de Mares de Desemparats i Sant Josep de la Muntanya, en llatí Institutum Sororum Matrum Derelictorum, és un institut religiós femení de dret pontifici, concretament una congregació religiosa. Les germanes que en formen part posposen al seu nom les sigles M.D.

## Història
La congregació va ésser fundada per Ana Josefa Pérez Florido (1845-1906) amb quatre companyes del seu poble; autoritzada el 25 de desembre de 1880 pel bisbe de Màlaga, Manuel Gómez Salazar, les cinc germanes prengueren l'hàbit a Vélez-Màlaga el 2 de febrer de 1881. El bisbe va aprovar la congregació el 25 de desembre de 1881 amb el nom de Congregació de les Mares dels Desemparats. El decretum laudis pontifici fou donat el 17 de juliol de 1891 per Lleó XIII, i l'aprovació, el 30 de juny de 1908 per Pius X. Pius XII va concedir l'aprovació definitiva de la congregació i les constitucions el 14 de juny de 1958.
Aviat es va fundar un noviciat a Màlaga (1882) i un hospital, una llar d'infants i una escola a Ronda (1883) i altres cases a Gibraltar (1884), Andújar (1885) i Martos (1887). En 1886 va escriure les constitucions de la congregació. El 25 de novembre de 1886 arriba a Barcelona, i al gener es trasllada amb les germanes a una torre de Sant Gervasi. El 1889 va traslladar el noviciat de Màlaga a Manresa, el 31 de juliol. El 24 de desembre de 1890 la comunitat va traslladar-se de Sant Gervasi a Gràcia. La congregació obrí orfenats, llars d'ancians i col·legis arreu d'Espanya.

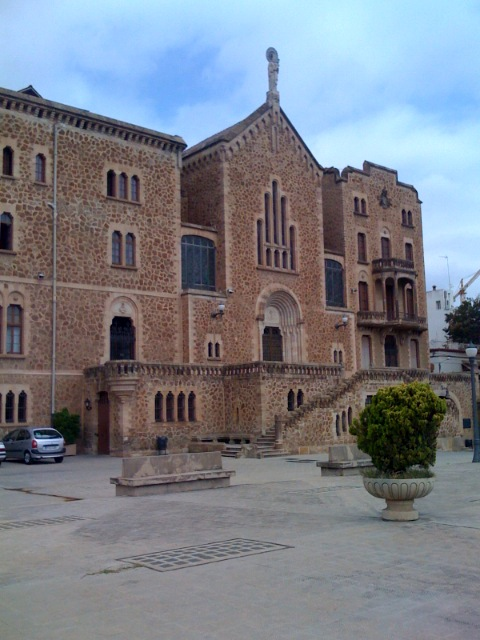
Santuari de Sant Josep de la Muntanya.

En 1891 Petra de Sant Josep visita Roma i Lleó XIII la rebé i li donè el decretum laudis de la congregació el 21 de juliol. El 1893 i 1894 fundaren cases a València i en 1895 adquiriren els terrenys de la Muntanya Pelada de Barcelona on s'aixecaia el Santuari de Sant Josep de la Muntanya, inaugurat el 18 de març de 1896 i que donaria nom a la congregació. El 1905, el Santuari de Sant Josep fou durament atacat per les pràctiques de devoció que s'hi duien a terme, que ratllaven, segons alguns sectors eclesiàstics, la superstició popular. La fundadora i la congregació, però, foren absolts després d'una investigació.
El 12 d'octubre de 1910 es va clausurar el Congrés Josepí Hispano-Americà, organitzat pel pare Ignasi Verdòs.
A la fundadora van succeir-la com a superiores les seves companyes Magdalena Bravo de San José i Trinidad Conejo de San José, que fundaren noves cases i van portar la congregació a Mèxic i els Estats Units. Des del 1922, Clara Gómez de San José, la nova superiora, va consolidar la institució i obrí el procés de beatificació de la fundadora en 1932. Van obrir-se cinc cases, com les de Cuba i Xile i, el 1934, va canviar el nom original de Mares de Desemparats pel de Mares de Desemparats i Sant Josep de la Muntanya.
La Guerra civil espanyola va suposar un greu cop que tancà algunes cases i en disperà les germanes. Entre 1938 i 1952, la superiora Laureana García Alonso va reconstruir la congregació i obrí cinc noves cases, la de l'Argentina entre elles. Els anys 1950 i 1960 van ésser de gran expansió, amb vint cases obertes i moltes vocacions. Des de llavors, l'obra s'ha consolidat i ha continuat la seva expansió.
El 1997, el cardenal Ricard Maria Carles aprovà la redacció dels nous Estatuts de la Pia Unió i de llavors s'anomena Associació de Sant Josep de la Muntanya.

## Activitats i difusió
La congregació es dedica a l'assistència a necessitats en residències per a ancians i nens sense recursos, llars per a nens sense recursos, col·legis, residències d'estudiants, missions i guarderies.
Al final de 2005, tenia 393 religioses en 45 cases, i el 2009 era estesa a Espanya, Itàlia, Mèxic, Estats Units, Argentina, Xile, Guatemala, Puerto Rico i Colòmbia.